# Hack (álbum)
| Críticas profissionais | Críticas profissionais |
| Avaliações da crítica  | Avaliações da crítica  |
| Fonte                  | Avaliação              |
| ---------------------- | ---------------------- |
| Allmusic               | [ 1 ]                  |

Hack é um álbum da banda americana de synthpop e freestyle Information Society.  O álbum vendeu muito bem, mas não superou o primeiro álbum da banda. É o único título de alta distribuição que tem o logotipo moderno da Tommy Boy Records sobre ele. No Brasil, o álbum foi lançado pelo selo Stiletto. 

## Arte e embalagem
O carro ameaçador na capa é um "Vector", fortemente personalizado de um carro Plymouth Satellite, ano 1973, de Kurt Harland. A fita cassete para este álbum usou uma convenção de nomenclatura incomum para os lados. Em vez de 1 e 2 ou A e B, havia o Gilligan Side e o Skipper Side. O LP em vinil teve Scooby Side e Shaggy Side. 

## Faixas
| N.º | Título                               | Compositor(es)                          | Duração   |  |
| 1.  | "Seek 200"                           | Harland                                 | 3:06      |  |
| 2.  | "How Long"                           | Robb                                    | 4:06      |  |
| 3.  | "Think" • "Wenn Wellen Schwingen"    | Information Society Information Society | 4:42 0:24 |  |
| 4.  | "A Knife & a Fork" • "R.I.P."        | Information Society Information Society | 3:03 0:20 |  |
| 5.  | "Now That I Have You"                | Information Society                     | 5:04      |  |
| 6.  | "Fire Tonight"                       | Harland                                 | 5:39      |  |
| 7.  | "Can't Slow Down" • "T.V. Addicts"   | Robb Robb                               | 4:44 0:31 |  |
| 8.  | "Hard Currency"                      | Harland                                 | 2:34      |  |
| 9.  | "Move Out" • "CP Drill KKL"          | Information Society Harland, Maher      | 3:58 0:37 |  |
| 10. | "Mirrorshades" • "We Don't Take"     | Robb Robb                               | 5:29 0:10 |  |
| 11. | "Hack 1" • "Charlie X"               | Information Society Information Society | 3:23 0:11 |  |
| 12. | "If Only"                            | Robb                                    | 4:06      |  |
| 13. | "Come With Me"                       | Harland, Maher                          | 4:23      |  |
| 14. | "Slipping Away" • "Here Is Kazmeyer" | Harland Cassidy                         | 3:58 0:15 |  |
| 15. | "Chemistry"                          | Robb                                    | 2:12      |  |

Nota
 
As sub-faixas sob várias faixas principais são o índice 2, enquanto cada uma das faixas principais é o índice 1. Essas são listadas como a parte decimal do número da faixa na contra-capa do álbum. Por exemplo, "Slipping Away" é 14,1, "Here Is Kazmeye" é 14,2, embora elas geralmente serão reproduzidas como uma única faixa numerada 14.

## Pessoal
Adaptado da AllMusic
- Janette Beckman – fotografia
- Paul Berry – assistente, engenheiro assistente
- James Cassidy – vocais
- Kim Champagne – direção de arte
- Debi Cornish – engenheiro assistente
- Kurt Harland – programação, vocais
- India – vocais de apoio
- Information Society – MIDI, produtor, programação
- Kevin Laffey – produtor executivo , produtor
- Fred Maher – engenheiro, mixagem, produtor, programação
- Nocera – vocais de apoio
- Lloyd Puckitt – engenheiro, mixagem
- Paul Robb – mixagem, produção, programação
- Bob Rosa – engenheiro, mixagem
- Think Tank – MIDI
- Dana Vlcek – assistente, engenheiro assistente